# Mihaela Ciobanu
Mihaela Ciobanu (Bucarest, 30 gennaio 1973) è una pallamanista spagnola.

## Palmarès
- Giochi olimpici

Londra 2012: bronzo.
- Mondiali

Brasile 2011: bronzo.
- Europei

Macedonia 2008: argento.